# Местекань
Местекань, Местекані (рум. Măstăcani) — село у повіті Галац в Румунії. Входить до складу комуни Местекань.
Село розташоване на відстані 212 км на північний схід від Бухареста, 37 км на північ від Галаца.

## Населення
За даними перепису населення 2002 року у селі проживали 2424 особи, з них 2416 осіб (99,7%) румунів. Рідною мовою 2420 осіб (99,8%) назвали румунську.